# Kanton Le Moule-2
Kanton Le Moule-2 is een voormalig kanton van het Franse departement Guadeloupe. Kanton Le Moule-2 maakte deel uit van het arrondissement Pointe-à-Pitre en telde 7.704 inwoners in 2007. Het werd opgeheven bij decreet van 24 februari 2014, met uitwerking op 22 maart 2015, waarbij een nieuw kanton Le Moule werd gevormd.

## Gemeenten
Het kanton Le Moule-2 omvatte enkel een deel van de gemeente Le Moule.